# Hervé Renard
Hervé Roger Renard (Aix-les-Bains, 30 settembre 1968) è un allenatore di calcio ed ex calciatore francese, commissario tecnico della nazionale saudita.

## Caratteristiche Tecniche
Predilige l'uso del 4-3-3 con un calcio principalmente votato all'attacco. È noto per riuscire a dare una forte identità alle sue squadre, importando una tipologia di calcio prettamente europea anche durante i suoi due stint nella nazionale saudita e durante il triennio nella nazionale marocchina, Renard infatti imprime il suo gioco sull'importanza del possesso palla, utilizzato per gestire al meglio la partita dando alla squadra un gioco comunque dinamico ma allo stesso tempo con ritmi piuttosto rilassati. Nonostante il gioco offensivo le sue squadre esaltano per la compattezza della fase difensiva la quale deriva da un asfissiante pressing sull'avversario.

## Biografia
È padre di tre figli.

## Carriera
La carriera di allenatore di Renard iniziò proprio al Draguignan nel 1998. Due anni dopo fu chiamato a ricoprire il ruolo di vice-allenatore dello Shanghai Cosco, club cinese allenato dal connazionale Claude Le Roy dal 2002 al 2003. Nel 2004 fu chiamato ad allenare gli inglesi del Cambridge Utd, dove si era trasferito quando alla guida tecnica della squadra era stato chiamato Le Roy. Dopo aver guidato per qualche mese i vietnamiti del Song Da Nam Dinh nel 2004, dal 2005 al 2007 operò in patria, dove allenò il Cherbourg. In seguito lavorò come vice di Le Roy sulla panchina del Ghana.
Nel maggio 2008 gli fu affidata la guida della nazionale zambiana, che condusse ai quarti di finale della Coppa d'Africa 2010, traguardo che la squadra non raggiungeva da quattordici anni. Lasciata la panchina zambiana nell'aprile 2010.
L’8 aprile 2010 divenne CT dell'Angola, incarico da cui si dimise nell'ottobre seguente.
Il 21 gennaio 2011 si spostò in Algeria per allenare l'USM Alger.
Il 22 ottobre 2011 fu nuovamente nominato CT dello Zambia, con contratto annuale. Con lo Zambia vinse la Coppa d'Africa 2012, battendo in finale la Costa d'Avorio ai tiri di rigore. Dopo l'eliminazione al primo turno della Coppa d'Africa 2013 a gennaio, nel mese di ottobre lasciò lo Zambia.
Il 7 ottobre 2013 firmò con il Sochaux, dove rimase sino al termine della stagione, conclusasi con la retrocessione in Ligue 2.
Il 31 luglio 2014 diventò CT della Costa d'Avorio, sostituendo Sabri Lamouchi. L'8 febbraio 2015, alla guida degli Elefanti, vinse per la seconda volta la Coppa d'Africa, battendo in finale ai tiri di rigore il Ghana (dopo lo 0-0 nei tempi regolamentari e supplementari) e diventando così il primo allenatore a vincere due Coppe d'Africa con due nazionali diverse.
Il 22 maggio 2015 rese ufficiale il termine della collaborazione con la nazionale ivoriana e tre giorni dopo fu nominato nuovo allenatore del Lilla; l'11 novembre seguente, dopo un inizio di campionato deludente, fu esonerato.
Il 16 febbraio 2016 diventò il nuovo commissario tecnico del Marocco. Guidò il Marocco nel girone C delle qualificazioni al mondiale del 2018, insieme a Costa d'Avorio (sua ex squadra), Gabon e Mali; il girone alla fine si rivelò una lotta a due tra Marocco e Costa d'Avorio e ad avere la meglio fu la selezione nordafricana, che all'ultima partita (dopo lo 0-0 di Marrakech dell'andata) ottenne un posto a Russia 2018 battendo gli ivoriani sul loro campo, ad Abidjan, per 2-0 e tornando così a disputare un mondiale dopo 20 anni. Dopo la qualificazione, Renard rinnova il proprio contratto con la federazione marocchina fino al 2022. Tuttavia ai sorteggi la selezione nordafricana non ebbe fortuna, finendo nel girone B insieme a Spagna, Portogallo e Iran. I maghrebini furono estromessi al primo turno dopo le due sconfitte contro Iran e Portogallo (entrambe per 1-0), che vanificarono il pareggio per 2-2 nell'ultimo match contro la Spagna, pervenuta al pari solo al 92º di gioco con gol di Iago Aspas. guidò anche nella fase finale della Coppa d'Africa 2019, dove la squadra, dopo un'ottima fase a gironi, deluse, uscendo già agli ottavi di finale contro il meno quotato Benin ai tiri di rigore. Il 21 luglio 2019 si dimette dall’incarico.
Il 29 luglio fu nominato CT dell'Arabia Saudita, che condusse alla qualificazione al campionato del mondo 2022 vincendo il girone finale di qualificazione con 7 successi in 10 partite. Nella partita d'esordio del mondiale la squadra saudita riuscì a battere per 2-1, contro ogni pronostico, la favorita Argentina, imbattuta da 36 partite. Nonostante ciò la nazionale perse le successive due partite e non riuscì a superare il girone eliminatorio.
Il 29 marzo 2023 ha rassegnato le dimissioni dalla panchina saudita. Il giorno seguente accetta l'incarico di commissario tecnico della nazionale femminile francese.
Il 26 ottobre 2024 fa ritorno sulla panchina della nazionale saudita, subentrando a Roberto Mancini.

## Statistiche

### Club
Statistiche aggiornate al 18 maggio 2016
| Stagione         | Squadra          | Campionato       | Campionato | Campionato | Campionato | Campionato | Coppe nazionali | Coppe nazionali | Coppe nazionali | Coppe nazionali | Coppe nazionali | Coppe continentali | Coppe continentali | Coppe continentali | Coppe continentali | Coppe continentali | Altre coppe | Altre coppe | Altre coppe | Altre coppe | Altre coppe | Totale | Totale | Totale | Totale | % Vittorie | Piazzamento     |
| Stagione         | Squadra          | Comp             | G          | V          | N          | P          | Comp            | G               | V               | N               | P               | Comp               | G                  | V                  | N                  | P                  | Comp        | G           | V           | N           | P           | G      | V      | N      | P      | %          | Piazzamento     |
| ---------------- | ---------------- | ---------------- | ---------- | ---------- | ---------- | ---------- | --------------- | --------------- | --------------- | --------------- | --------------- | ------------------ | ------------------ | ------------------ | ------------------ | ------------------ | ----------- | ----------- | ----------- | ----------- | ----------- | ------ | ------ | ------ | ------ | ---------- | --------------- |
| mar.-mag. 2004   | Cambridge Utd    | TD               | 6          | 2          | 2          | 2          | FACup           | -               | -               | -               | -               | -                  | -                  | -                  | -                  | -                  | -           | -           | -           | -           | -           | 6      | 2      | 2      | 2      | 33,33      | Sub., 13°       |
| 2005-2006        | Cherbourg        | N                | 38         | 9          | 19         | 10         | CF              | 1               | 0               | 0               | 1               | -                  | -                  | -                  | -                  | -                  | -           | -           | -           | -           | -           | 39     | 9      | 19     | 11     | 23,08      | 14°             |
| 2006-2007        | Cherbourg        | N                | 38         | 10         | 12         | 16         | -               | -               | -               | -               | -               | -                  | -                  | -                  | -                  | -                  | -           | -           | -           | -           | -           | 38     | 10     | 12     | 16     | 26,32      | 12°             |
| Totale Cherbourg | Totale Cherbourg | Totale Cherbourg | 76         | 19         | 31         | 26         |                 | 1               | 0               | 0               | 1               |                    | -                  | -                  | -                  | -                  |             | -           | -           | -           | -           | 77     | 19     | 31     | 27     | 24,68      |                 |
| feb.-lug. 2011   | USM Alger        | L1               | 16         | 5          | 6          | 5          | -               | -               | -               | -               | -               | -                  | -                  | -                  | -                  | -                  | -           | -           | -           | -           | -           | 16     | 5      | 6      | 5      | 31,25      | Sub. 9°         |
| set.-ott. 2011   | USM Alger        | L1               | 7          | 5          | 1          | 1          | -               | -               | -               | -               | -               | -                  | -                  | -                  | -                  | -                  | -           | -           | -           | -           | -           | 7      | 5      | 1      | 1      | 71,43      | Dim             |
| Totale USM Alger | Totale USM Alger | Totale USM Alger | 23         | 10         | 7          | 6          |                 | -               | -               | -               | -               |                    | -                  | -                  | -                  | -                  |             | -           | -           | -           | -           | 23     | 10     | 7      | 6      | 43,48      |                 |
| ott. 2013-2014   | Sochaux          | L1               | 29         | 8          | 9          | 12         | CF+CdL          | 2+2             | 1+1             | 0+0             | 1+1             | -                  | -                  | -                  | -                  | -                  | -           | -           | -           | -           | -           | 33     | 10     | 9      | 14     | 30,30      | Sub., 18° (ret) |
| ago.-nov. 2015   | Lilla            | L1               | 13         | 2          | 7          | 4          | CF+CdL          | 0+1             | 0+1             | 0+0             | 0+0             | -                  | -                  | -                  | -                  | -                  | -           | -           | -           | -           | -           | 14     | 3      | 7      | 4      | 21,43      | Eson            |
| Totale carriera  | Totale carriera  | Totale carriera  | 147        | 41         | 56         | 50         |                 | 6               | 3               | 0               | 3               |                    | -                  | -                  | -                  | -                  |             | -           | -           | -           | -           | 153    | 44     | 56     | 53     | 28,76      |                 |

#### Nazionale
Statistiche aggiornate al 7 dicembre 2013.
| Squadra        | Naz                       | dal              | al             | Record | Record | Record | Record     | Record | Record | Record | Record |
| G              | V                         | N                | P              | GF     | GS     | DR     | % Vittorie |        |        |        |        |
| -------------- | ------------------------- | ---------------- | -------------- | ------ | ------ | ------ | ---------- | ------ | ------ | ------ | ------ |
| Zambia         | Zambia (bandiera)         | 7 maggio 2008    | 6 aprile 2010  | 27     | 12     | 5      | 10         | 39     | 30     | +9     | 44,44  |
| Angola         | Angola (bandiera)         | 8 aprile 2010    | 6 ottobre 2010 | 3      | 0      | 0      | 3          | 0      | 6      | −6     | &0,00  |
| Zambia         | Zambia (bandiera)         | 24 ottobre 2011  | 6 ottobre 2013 | 30     | 12     | 11     | 7          | 43     | 29     | +14    | 40,00  |
| Costa d'Avorio | Costa d'Avorio (bandiera) | 31 luglio 2014   | 22 maggio 2015 | 18     | 9      | 5      | 4          | 27     | 21     | +6     | 50,00  |
| Marocco        | Marocco (bandiera)        | 16 febbraio 2016 | 22 luglio 2019 | 47     | 27     | 9      | 11         | 65     | 26     | +39    | 57,45  |
| Arabia Saudita | Arabia Saudita (bandiera) | 29 luglio 2019   | 28 marzo 2023  | 41     | 21     | 11     | 9          | 54     | 28     | +26    | 51,22  |
| Arabia Saudita | Arabia Saudita (bandiera) | 26 ottobre 2024  | in corso       | 16     | 7      | 3      | 6          | 20     | 17     | +3     | 43,75  |
| Totale         | Totale                    | Totale           | Totale         | 182    | 88     | 44     | 50         | 248    | 157    | +91    | 48,35  |

#### Nazionale zambiana nel dettaglio
| 2008           | Zambia        | Qual. Mondiale 2010               | 3° nel gruppo 3                  | 4  | 2  | 1  | 1  | 50,00   | 2  | 1  | +1  |
| 2009           | Zambia        | Qual. Mondiale 2010               | 3° nel gruppo 3                  | 6  | 1  | 2  | 3  | 16,67   | 2  | 5  | -3  |
| gen. 2010      | Zambia        | Coppa delle nazioni africane 2010 | Quarti di finale                 | 4  | 1  | 2  | 1  | 25,00   | 5  | 5  | +0  |
| gen./feb. 2012 | Zambia        | Coppa delle nazioni africane 2012 | Vincitore                        | 6  | 4  | 0  | 2  | 66,67   | 9  | 3  | +6  |
| 2012           | Zambia        | Qual. Mondiale 2014               | 2° nel gruppo D, non qualificato | 2  | 2  | 0  | 0  | 100,00& | 4  | 0  | +4  |
| 2013           | Zambia        | Qual. Mondiale 2014               | 2° nel gruppo D, non qualificato | 4  | 1  | 2  | 1  | 25,00   | 7  | 4  | +3  |
| set./ott. 2012 | Zambia        | Qual. Coppa d'Africa 2013         | Qualificato                      | 2  | 1  | 0  | 1  | 50,00   | 1  | 1  | +0  |
| gen. 2013      | Zambia        | Coppa delle nazioni africane 2013 | Fase a gironi (3° nel gruppo C)  | 3  | 0  | 3  | 0  | &0,00   | 2  | 2  | +0  |
| 2008-2013      | Zambia        | Amichevoli                        |                                  | 26 | 12 | 6  | 8  | 46,15   | 50 | 38 | +12 |
| Totale Zambia  | Totale Zambia | Totale Zambia                     | Totale Zambia                    | 57 | 24 | 16 | 17 | 42,11   | 82 | 59 | +23 |

#### Nazionale angolana nel dettaglio
| set. 2010     | Angola        | Qual. Coppa d'Africa 2012 | Dimissionario | 1 | 0 | 0 | 1 | &0,00 | 0 | 3 | -3 |
| 2010          | Angola        | Amichevoli                |               | 2 | 0 | 0 | 2 | &0,00 | 0 | 3 | -3 |
| Totale Angola | Totale Angola | Totale Angola             | Totale Angola | 3 | 0 | 0 | 3 | 0,00  | 0 | 6 | -6 |

#### Nazionale ivoriana nel dettaglio
| set./nov. 2014        | Costa d'Avorio        | Qual. Coppa d'Africa 2015 | 2º nel Gruppo C, qualificato | 6  | 3 | 1 | 2 | 50,00 | 13 | 11 | +2 |
| gen./feb. 2015        | Costa d'Avorio        | Coppa d'Africa 2015       | Vincitore                    | 6  | 3 | 3 | 0 | 50,00 | 9  | 4  | +5 |
| Dal 2014              | Costa d'Avorio        | Amichevoli                |                              | 6  | 3 | 1 | 2 | 50,00 | 5  | 6  | -1 |
| Totale Costa d'Avorio | Totale Costa d'Avorio | Totale Costa d'Avorio     | Totale Costa d'Avorio        | 18 | 9 | 5 | 4 | 50,00 | 27 | 21 | +6 |

#### Nazionale marocchina nel dettaglio
| 2016           | Marocco        | Qual. Coppa d'Africa 2017 | Sub., 1º nel Gruppo F, qualificato | 4  | 3  | 1 | 0  | 75,00 | 6  | 1  | +5  |
| 2016           | Marocco        | Qual. Mondiale 2018       | 1º nel Gruppo C, qualificato       | 2  | 0  | 2 | 0  | &0,00 | 0  | 0  | +0  |
| 2017           | Marocco        | Qual. Mondiale 2018       | 1º nel Gruppo C, qualificato       | 4  | 3  | 0 | 1  | 75,00 | 11 | 0  | +11 |
| gen./feb. 2017 | Marocco        | Coppa d'Africa 2017       | Quarti di finale                   | 4  | 2  | 0 | 2  | 50,00 | 4  | 3  | +1  |
| giu. 2018      | Marocco        | Mondiali 2018             | Fase a gironi (4° nel gruppo B)    | 3  | 0  | 1 | 2  | &0,00 | 2  | 4  | -2  |
| 2018           | Marocco        | Qual. Coppa d'Africa 2019 | 1º nel Gruppo B, qualificato       | 5  | 3  | 1 | 1  | 60,00 | 8  | 3  | +5  |
| mar. 2019      | Marocco        | Qual. Coppa d'Africa 2019 | 1º nel Gruppo B, qualificato       | 1  | 0  | 1 | 0  | &0,00 | 0  | 0  | +0  |
| giu./lug. 2019 | Marocco        | Coppa d'Africa 2019       | Ottavi di finale                   | 4  | 3  | 1 | 0  | 75,00 | 4  | 1  | +3  |
| Dal 2016       | Marocco        | Amichevoli                |                                    | 20 | 13 | 2 | 5  | 65,00 | 30 | 14 | +16 |
| Totale Marocco | Totale Marocco | Totale Marocco            | Totale Marocco                     | 47 | 27 | 9 | 11 | 57,45 | 65 | 26 | +39 |

#### Nazionale saudita nel dettaglio
| nov./dic. 2019        | Arabia Saudita        | Coppa delle nazioni del Golfo 2019 | 2°                              | 5  | 3  | 0  | 2  | 60,00 | 7  | 5  | +2  |
| 2019                  | Arabia Saudita        | Qual. Mondiali 2022                | 1º nel Gruppo B, qualificato    | 4  | 2  | 2  | 0  | 50,00 | 8  | 4  | +4  |
| 2021                  | Arabia Saudita        | Qual. Mondiali 2022                | 1º nel Gruppo B, qualificato    | 10 | 9  | 1  | 0  | 90,00 | 23 | 3  | +20 |
| 2022                  | Arabia Saudita        | Qual. Mondiali 2022                | 1º nel Gruppo B, qualificato    | 4  | 2  | 1  | 1  | 50,00 | 3  | 3  | +0  |
| nov./dic. 2022        | Arabia Saudita        | Mondiali 2022                      | Fase a Gironi (4° nel gruppo C) | 3  | 1  | 0  | 2  | 33,33 | 3  | 5  | -2  |
| dic. 2024             | Arabia Saudita        | Coppa delle nazioni del Golfo 2024 | Semifinale                      | 4  | 2  | 0  | 2  | 50,00 | 9  | 8  | +1  |
| 2024                  | Arabia Saudita        | Qual. Mondiali 2026                | Sub., 3° nel gruppo C           | 2  | 0  | 1  | 1  | &0,00 | 0  | 2  | -2  |
| 2025                  | Arabia Saudita        | Qual. Mondiali 2026                | Sub., 3° nel gruppo C           | 4  | 2  | 1  | 1  | 50,00 | 4  | 2  | +2  |
| giu. 2025             | Arabia Saudita        | Gold Cup 2025                      | Ottavi di finale                | 4  | 1  | 1  | 2  | 25,00 | 2  | 4  | -2  |
| Dal 2019              | Arabia Saudita        | Amichevoli                         |                                 | 17 | 6  | 7  | 4  | 35,29 | 15 | 9  | +6  |
| Totale Arabia Saudita | Totale Arabia Saudita | Totale Arabia Saudita              | Totale Arabia Saudita           | 57 | 28 | 14 | 15 | 49,12 | 74 | 45 | +29 |

#### Nazionale (femminile)
Statistiche aggiornate al 14 giugno 2021.
| lug.-ago. 2023           | Francia                  | Mondiali 2023                         | Quarti di finale             | 5  | 3  | 2 | 0 | 60,00 | 12 | 4  | +8  |
| 2023                     | Francia                  | UEFA Women's Nations League 2023-2024 | 2°                           | 6  | 5  | 1 | 0 | 83,33 | 9  | 1  | +8  |
| feb. 2024                | Francia                  | UEFA Women's Nations League 2023-2024 | 2°                           | 2  | 1  | 0 | 1 | 50,00 | 2  | 3  | -1  |
| 2024                     | Francia                  | Qual. Euro 2025                       | 1º nel Gruppo 3, qualificato | 6  | 4  | 0 | 2 | 66,67 | 8  | 7  | +1  |
| lug.-ago. 2024           | Francia                  | Olimpiadi 2024                        | Quarti di finale             | 4  | 2  | 0 | 2 | 50,00 | 6  | 6  | +0  |
| Dal 2023 al 2024         | Francia                  | Amichevoli                            |                              | 3  | 2  | 0 | 1 | 66,67 | 8  | 3  | +5  |
| Totale Francia femminile | Totale Francia femminile | Totale Francia femminile              | Totale Francia femminile     | 26 | 17 | 3 | 6 | 65,38 | 45 | 24 | +21 |

## Palmarès
- Coppa d'Africa: 2

Zambia: 2012
Costa d'Avorio: 2015